# Carole Bouquet
Carole Bouquet (sinh ngày 18 tháng 8 năm 1957) là một nữ diễn viên và người mẫu thời trang Pháp, người đã xuất hiện trong hơn 40 phim từ năm 1977. Cô nổi tiếng qua phim That Obscure Object of Desire (1977), For Your Eyes Only (1981) trong loạt phim về James Bond, và phim Too Beautiful For You (1989, giành 5 giải César, và giải đặc biệt ban giám khảo Liên hoan phim Cannes).

## Một phần các phim đã đóng
- La famille Cigale (1977)
- That Obscure Object of Desire (1977)
- Il Cappotto di Astrakan (1979)
- Buffet froid (1979)
- Blank Generation (1980)
- For Your Eyes Only (1981)
- Bingo Bongo (1982)
- Der Tag der Idioten (1982)
- Mystère (1983)
- Le Bon roi Dagobert (1984)
- Rive droite, rive gauche (1984)
- Nemo[cần định hướng] (1984)
- Spécial police (1985)
- Double messieurs (1986)
- La Coda del diavolo (1986)
- Jenatsch (1987)
- New York Stories (1989)
- Trop belle pour toi (1989)
- Bunker Palace Hôtel (1989)
- Donne con le gonne (1991)
- Tango (1993)
- A Business Affair (1994)
- Grosse Fatigue (1994)
- Poussières d'amour – Abfallprodukte der Liebe (1996)
- Lucie Aubrac (1997)
- Le Rouge et le Noir (1997) (TV)
- En plein coeur (1998)
- Un pont entre deux rives (1999)
- Wasabi (2001)
- Embrassez qui vous voudrez (2002)
- Blanche (2002)
- Bienvenue chez les Rozes (2003)
- Red Lights (2004)
- Les Fautes d'orthographe (2004)
- Nordeste (2005)
- Travaux, on sait quand ça commence... (2005)
- L'Enfer (2005)
- Impardonnables (2011)

### Truyền hình
- Sex & the City tập An American Girl in Paris: Part Deux (2004)